# Liste der Stolpersteine in der Comarca Barcelonès

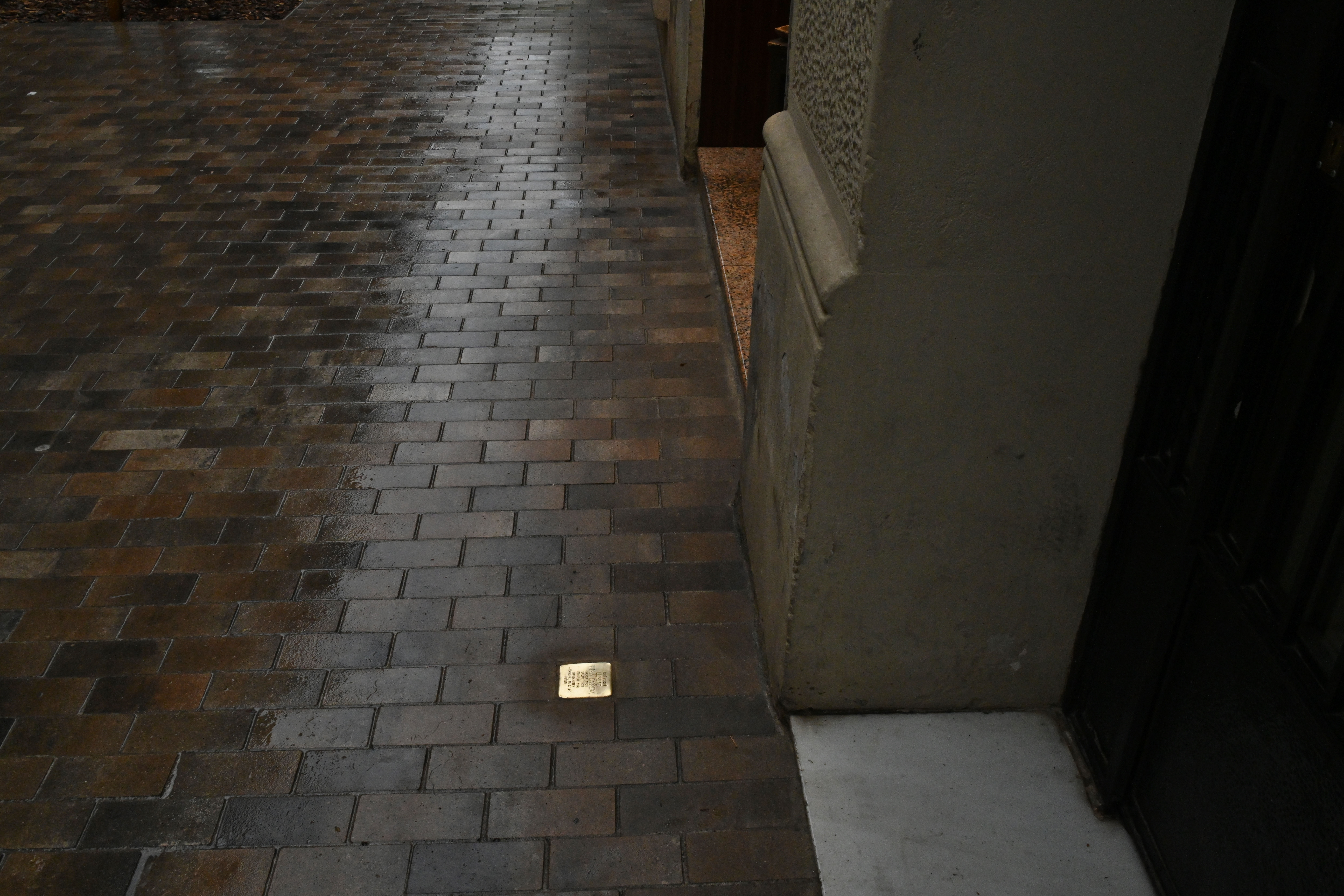
Stolperstein in Barcelona

Die Liste der Stolpersteine in der Comarca Barcelonès enthält die Stolpersteine der Comarca Barcelonès in Spanien, die vom deutschen Künstler Gunter Demnig verlegt wurden. Stolpersteine erinnern an das Schicksal der Menschen, die von den Nationalsozialisten ermordet, deportiert, vertrieben oder in den Suizid getrieben wurden. Sie liegen im Regelfall vor dem letzten selbstgewählten Wohnsitz des Opfers.
Die ersten Verlegungen in Spanien erfolgten am 9. April 2015 in Navàs und El Palà de Torroella, in der Comarca Barcelonès wurde der erste Stolperstein, gewidmet Lluís Companys i Jover, am 15. Oktober 2020 in Barcelona verlegt. Die katalanische Übersetzung des Begriffes Stolpersteine lautet: pedres que fan ensopegar. Auf Spanisch werden sie piedras de la memoria (Erinnerungssteine) genannt.

## Schicksal der spanischen Republikaner
Während des Deutschen Besetzung Frankreichs wurden große Gruppen von spanischen Republikanern, die nach dem Sieg Francos nach Frankreich geflüchtet waren, vom NS-Regime in Haft genommen und entweder dem Vichy-Regime übergeben oder in das KZ Mauthausen deportiert. Rund 7000 Spanier waren dort inhaftiert und zur Zwangsarbeit verurteilt, mehr als die Hälfte von ihnen wurde vom NS-Regime ermordet. Den überlebenden spanischen KZ-Häftlingen entzog das Franco-Regime die Staatsangehörigkeit und machte sie somit staatenlos. Mehrere Jahrzehnte lang wurde ihnen jede Form der Anerkennung als Opfer und jede Wiedergutmachung verweigert.

## Verlegte Stolpersteine

### Barcelona
In Barcelona, der Hauptstadt Kataloniens, wurden bisher folgende Stolpersteine an zehn Adressen verlegt.
| Stolperstein | Übersetzung | Verlegeort                                                           | Name, Leben |
| ------------ | --- | -------------------------------------------------------------------- | --- |
|              | HIER LEBTE JOSÉ ALCUBIERRE PÉREZ GEBOREN 1924 EXIL 1939 DEPORTIERT 1940 MAUTHAUSEN BEFREIT                                   | Carrer Daoiz i Velarde, 46/48 Barcelona                              | José Alcubierre Pérez (1924–?) |
|              | HIER LEBTE CARME BOATELL TEIXIDÓ GEBOREN 1911 EXIL 1939 DEPORTIERT 1944 RAVENSBRÜCK BEFREIT                                  | Carrer Tenor Masini, 99 Barcelona                                    | Carme Boatell Teixidó (1911–?) |
|              | HIER LEBTE FRANCESC BOIX CAMPO GEBOREN 1930 EXIL 1939 DEPORTIERT 1941 MAUTHAUSEN BEFREIT                                     | Carrer Margarit, 17 Barcelona                                        | Francesc Boix Campo (1930–?) |
|              | HIER WOHNTE MHP LLUIS COMPANYS JOVER GEBOREN 1882 EXIL 1939 VERHAFTET 1940 FRANKREICH ERSCHOSSEN 15.10.1940 BARCELONA        | Plaça Sant Jaume Barcelona                                           | Lluís Companys i Jover wurde am 21. Juni 1882 im El Tarròs nahe Lleida, in den katalanischen Pyrenäen, geboren. Er stammte aus einer wohlhabenden Bauernfamilie und studierte Jura. Als junger Anwalt verteidigte er zahlreiche Gewerkschaftler. Er wurde zu einem bedeutenden Vertreter der katalanischen Linksrepublikaner. Erstmals wurde er während der Diktatur von Primo de Rivera (1923–1930) inhaftiert, aus politischen Gründen. Danach war er im Untergrund aktiv. 1933 wurde er zum Präsidenten der katalanischen Regierung gewählt. Am 6. Oktober 1934 rief Companys den katalanischen Staat innerhalb der spanischen Räterepublik aus. Die konservative Zentralregierung ließ ihn und die gesamte katalanische Regierung festnehmen. Er wurde zu 30 Jahren Haft verurteilt. Nach dem Sieg der revolutionären Frente Popular bei den Wahlen Anfang 1936 wurde er freigelassen. Wiederum bekleidete er das Amt des Präsidenten der katalanischen Generalität und organisierte – nach dem Putsch Francos gegen die Republik – den politischen Widerstand der Katalanen. Als Franco im Januar 1939 in Barcelona einmarschierte, floh er, wie auch Tausende anderer Republikaner, nach Frankreich. Seine Gabe, in schwierigen Zeiten divergierende Strömungen im Kampf gegen den Klassenfeind zu einen sowie sein Einsatz für das einfache Volk, für Arbeiter und Gewerkschafter, sind noch heute in der kollektiven Erinnerung Kataloniens tief verwurzelt. Nach einem Jahr im Exil wurde Lluís Companys von deutschen Streitkräften in der Bretagne festgenommen, nach Spanien ausgeliefert, von den Terrormilizen des rechten Caudillo brutal gefoltert und am 15. Oktober 1940 auf dem Montjuïc, einem der beiden Hausberge Barcelonas hingerichtet. Seit 1985 ruhen seine sterblichen Überreste im Mausoleum des Cementiri de Montjuïc. |
|              | IN BARCELONA LEBTE JOSEP FORT MALUENDA GEBOREN 1892 EXIL 1939 DEPORTIERT 1941 MAUTHAUSEN ERMORDET 29.9.1941 SCHLOSS HARTHEIM | Carrer Fonteta 44 Barcelona                                          | Josep Fort Maluenda (1892–1941) |
|              | HIER LEBTE FLORIÁN IBÁÑEZ MARÍN GEBOREN 1903 EXIL 1939 DEPORTIERT 1940 MAUTHAUSEN ERMORDET 6.9.1941 GUSEN                    | Carrer Josep Serrano 52 Barcelona                                    | Florián Ibáñez Marín (1903–1941) |
|              | HIER LEBTE FERRAN MASIP ARENILLAS GEBOREN 1899 EXIL 1939 DEPORTIERT 1941 MAUTHAUSEN ERMORDET 18.11.1941                      | Carrer Pere IV, 415 Barcelona                                        | Ferran Masip Arenillas (1899–1941) |
|              | IN BARCELONA LEBTE SABATIA MORAND GEBOREN 1920 EXIL 1939 DEPORTIERT 1944 DRANCY ERMORDET 12.3.1944 AUSCHWITZ                 | Carrer de la Creu dels Molers, 64 Barcelona                          | Sabatia Morand (1920–1944) |
|              | HIER LEBTE ELISEU VILLALBA NEBOT GEBOREN 1905 EXIL 1939 DEPORTIERT 1941 MAUTHAUSEN BEFREIT                                   | C/ Ferlandina, 65 Barcelona                                          | Eliseu Villalba Nebot (1905–) |
|              | HIER LEBTE LLUÍS VILLAR FORNAS GEBOREN 1900 EXIL 1939 DEPORTIERT 1941 MAUTHAUSEN ERMORDET 7.12.1941 GUSEN                    | Calle de Nápoles 324 Barcelona                                       | Lluís Villar Fornas (1900–1941) |
|              | HIER LEBTE LLORENÇ VITRIÀ BARRERA GEBOREN 1908 EXIL 1939 DEPORTIERT 1940 MAUTHAUSEN ERMORDET 18.6.1941 GUSEN                 | Passatge de Marimon, 18, Sarrià-Sant Gervasi                         | Llorenç Vitrià Barrera (1908–1941) |
|              | HIER LEBTE JOAQUÍN PASTOR BLANCO GEBOREN 1900 EXIL 1939 DEPORTIERT 1940 MAUTHAUSEN ERMORDET 4.1.1943 GUSEN                   | Carrer de Sant Jeroni (actualment Rambla del Raval), 36 Ciutat Vella | Joaquín Pastor Blanco (1900–1943) |

### Sant Adrià de Besòs
In Sant Adrià de Besòs wurden drei Stolpersteine an einer Adresse verlegt.
| Stolperstein | Übersetzung | Verlegeort                                                                                 | Name, Leben                         |
| ------------ | --- | ------------------------------------------------------------------------------------------ | ----------------------------------- |
|              | IN SANT ADRIÀ DE BESÒS LEBTE JOSÉ ÁLVARES MENÉNDEZ GEBOREN 1912 EXIL DEPORTIERT 1941 MAUTHAUSEN ERMORDET 7.9.1942          | Plaça Francesc Macià, 8 beim Museum Refugi Antiaeri (Luftschutzbunker) Sant Adrià de Besòs | José Álvarez Menéndez (1912–1941)   |
|              | IN SANT ADRIÀ DE BESÒS LEBTE ANTONIO CONESA MONTES GEBOREN 1914 EXIL DEPORTIERT 1944 NEUENGAMME SACHSENHAUSEN BEFREIT      | Plaça Francesc Macià, 8 beim Museum Refugi Antiaeri (Luftschutzbunker) Sant Adrià de Besòs | Antonio Conesa Montes (1914–1941)   |
|              | IN SANT ADRIÀ DE BESÒS LEBTE ALFREDO RIONDA MENÉNDEZ GEBOREN 1918 EXIL DEPORTIERT 1940 MAUTHAUSEN ERMORDET 17.1.1942 GUSEN | Plaça Francesc Macià, 8 beim Museum Refugi Antiaeri (Luftschutzbunker) Sant Adrià de Besòs | Alfredo Rionda Menéndez (1912–1941) |

## Verlegedaten
Die Stolpersteine wurden an folgenden Tagen verlegt:
- 15. Oktober 2020: Barcelona (Plaça Sant Jaume), am 80. Jahrestag des fusilamiento de Compañeros[7]
- 7. September 2021: Sant Adrià de Besòs
- 25. Mai 2022: Barcelona (Carrer Margarit, 17)
- 26. Mai 2022: Barcelona (Carrer Tenor Masini, 99)
- 27. Mai 2022: Barcelona (Carrer Daoiz i Velarde, 38)
- 1. Juni 2022: Barcelona (Carrer Fonteta 44)